# Boves, Somme
Boves là một xã ở tỉnh Somme, vùng Hauts-de-France, Pháp.

## Địa lý
Thị trấn này tọa lạc trên giao lộ giữa đường D935 và đường D113, bên bờ sông Avre, khoảng 5 dặm Anh về phía đông nam của Amiens.

## Dân số
| 1962                                                         | 1968 | 1975 | 1982 | 1990 | 1999 |
| ------------------------------------------------------------ | ---- | ---- | ---- | ---- | ---- |
| 1826                                                         | 1995 | 2266 | 3146 | 2964 | 2786 |
| Số liệu điều tra dân số từ năm 1962, dân số không tính trùng |      |      |      |      |      |